# Rājgarh (ort i Indien, Rajasthan, Alwar)
Rājgarh är en ort i Indien.   Den ligger i distriktet Alwar och delstaten Rajasthan, i den norra delen av landet, 170 km söder om huvudstaden New Delhi. Rājgarh ligger 314 meter över havet och antalet invånare är 26 953.
Terrängen runt Rājgarh är platt åt nordost, men åt sydväst är den kuperad. Runt Rājgarh är det tätbefolkat, med 286 invånare per kvadratkilometer. Rājgarh är det största samhället i trakten. Trakten runt Rājgarh består till största delen av jordbruksmark.